# Mari Vaattovaara
Mari Kaarina Vaattovaara, née Mari Lahtinen le 19 janvier 1967 à Helsinki, est une géographe finlandaise, professeure d'urbanisme à l'université d'Helsinki. Ses recherches sur les logements, leur taille et l'aménagement à long terme de la ville d'Helsinki sont récompensés de plusieurs prix.

## Biographie

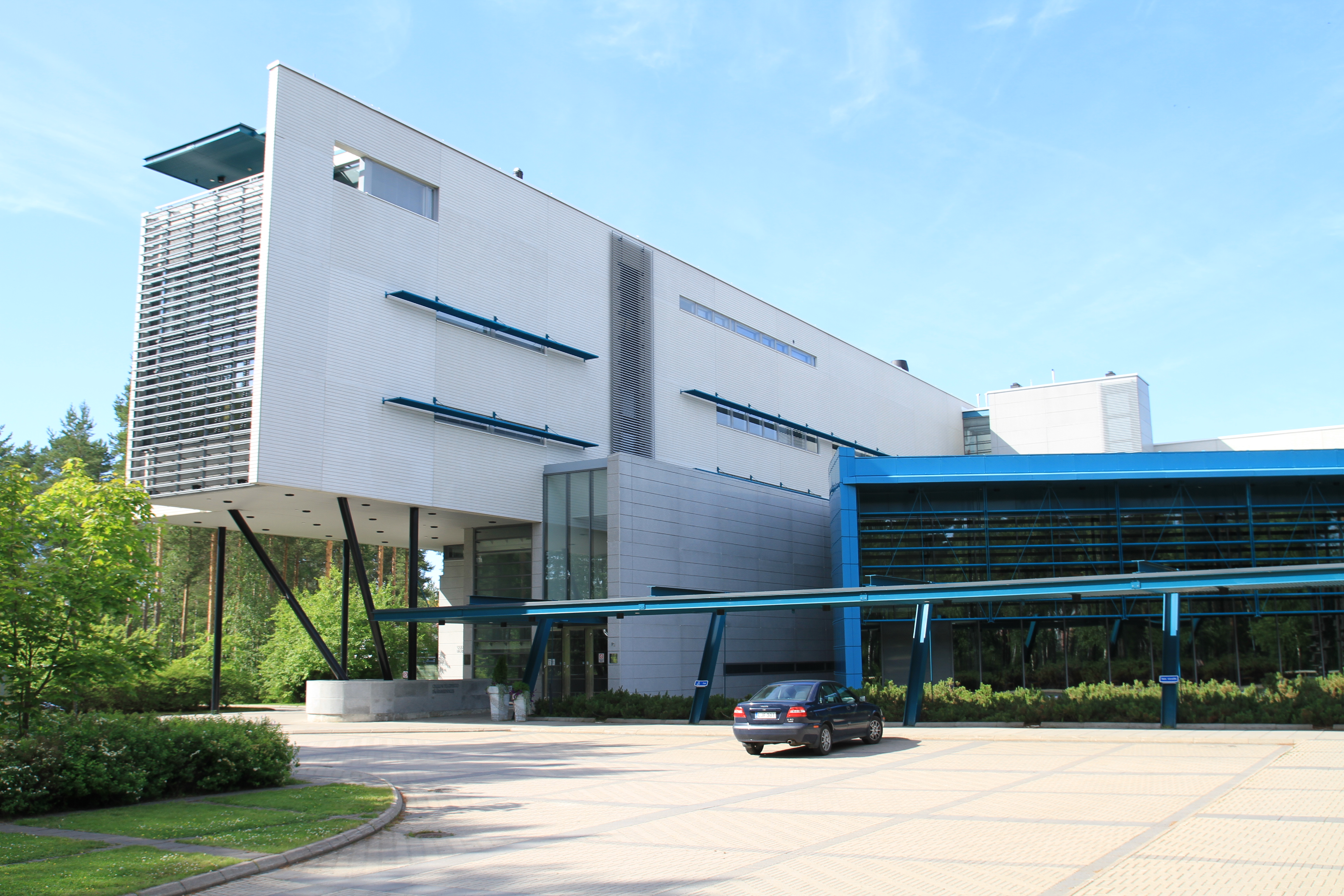
Le bâtiment principal de l'université d'Oulu.

Mari Lahtinen naît le 19 janvier 1967 à Helsinki. Elle est diplômée d'une maîtrise de philosophie en géographie de l'aménagement de l'université d'Oulu en 1991. Elle étudie également aux États-Unis à l'université du Wisconsin à Madison, où elle obtient un master of science de paysagiste en 1993. Elle passe sa licence en 1994 et soutient son doctorat en 1998 sur le thème de la différenciation sociale dans la région de la capitale.

## Carrière
Mari Vaattovaara est professeure de géographie urbaine au département de géographie de l'université d'Helsinki.
Depuis 2014, Mari Vaattovaara est vice-doyenne de la Faculté de mathématiques et de sciences naturelles. Elle dirige également l'Institut de recherche urbaine de Finlande (fi),. En 2007, Vaattovaara est élue au conseil d'administration de l'International Federation for Housing and Planning, l'organisation pour le logement international et la planification communautaire.
En 2022 elle fait partie du jury décernant les Euro City Awards.

## Travaux
Les recherches de Mari Vaattovaara portent sur l'aménagement urbain en Finlande et notamment à Helsinki. Elle étudie la taille et les conséquences sociales du manque de diversité des logements en Finlande, pointant ses futures conséquences pour son développement. Elle montre la faible taille des logements, mettant en avant la prédominance des studios, parfois sans fenêtre car au sous-sol. Régulièrement sollicitée par les médias, elle se positionne contre les choix aménagistes peu diversifiés qu'elle estime moins favorables socialement, comme les très petits studios de 18 mètres carrés,,. Elle s'inquiète par exemple du vieillissement de la population et de la hausse des logements pour le public étudiant qui serait contraint de quitter la ville. Face à l'exode rural, elle est plus favorable à l'étalement urbain, faisant remarquer que la Finlande ne manque pas d'espace et que la ville doit être pensée à long terme et non pour les choix actuels de la population,,.
En 2013, Vaattovaara reçoit le prix J. V Snellman de l'université d'Helsinki pour son activité de médiatrice en sciences. En 2014, la Société de géographie de Finlande lui décerne la médaille Ragnar Hult pour ses travaux de recherche en géographie urbaine et sociale. En 2015, le gouvernement de la ville d'Helsinki lui décerne sa médaille d'or en reconnaissance de son travail au profit de la ville,.

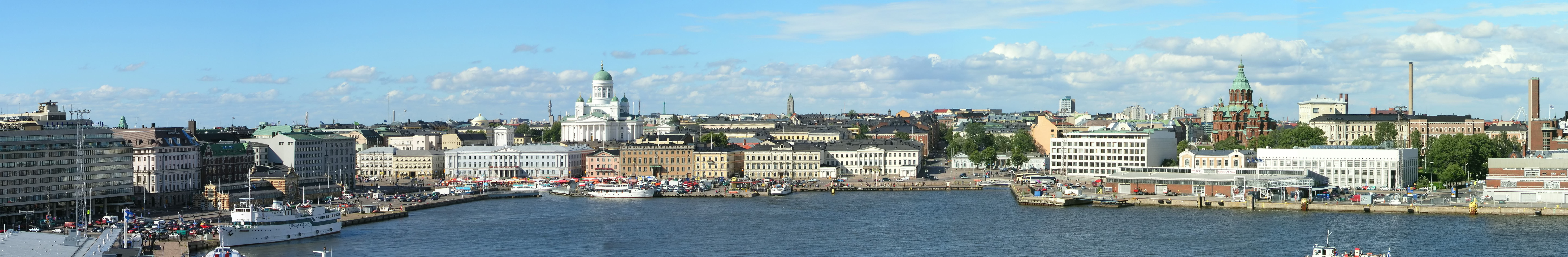
Panorama sur le port du sud d'Helsinki avec la cathédrale luthérienne d'Helsinki et la cathédrale Uspenski en arrière-plan.

## Hommages et récompenses
- Prix J. V Snellman de l'université d'Helsinki pour son activité de médiatrice en sciences en 2013[3]
- Médaille Ragnar Hult (fi) en 2014[21]
- Médaille d'or de la ville d'Helsinki en 2015[19]
- Membre de l'Académie des sciences de Finlande depuis 2016[22],[23]

## Décoration
- Chevalier de 1re classe de l'ordre de la Rose blanche (2016)[18]

## Vie privée
Mari Vaattovaara  est mariée au docteur en technologie Matti Vaattovaara depuis 1994.

## Publications

### Ouvrages
- (fi) Mari Vaattovaara, « Pääkaupunkiseudun sosiaalinen erilaistuminen : Ymparistio ja alueellisuus » [« Différenciation sociale de la région capitale : environnement et territorialité »], City of Helsinki Urban Facts, 1998 (ISBN 951-718-175-2, consulté le 24 octobre 2022)
- (fi) Vesa Keskinen, Martti Tuominen, Mari Vaattovaara et Gummerus), Helsinki - pohjoinen metropoli : 16 ajankohtaisnäkökulmaa Helsingistä suurkaupunkina [« Helsinki - la métropole du nord : 16 perspectives actuelles sur Helsinki en tant que grande ville »], Helsingin kaupungin tietokeskus, 2002 (ISBN 951-718-994-X et 978-951-718-994-1, OCLC 58351911, lire en ligne)
- (fi) Mari Vaattovaara, Matti Kortteinen et Rami Ratvio, Miten kehittää lähiötä? Tapaustutkimus Riihimäen Peltosaaresta, metropolin laidalta, Asumisen rahoitus- ja kehittämiskeskus [« Comment développer le quartier ? Étude de cas de Peltosaari de Riihimäki, à la périphérie de la métropole »], Suomen ympäristö, 2010 (ISBN 978-952-11-3669-6)
- (fi) Jaana Keränen, Mari Vaattovaara, Matti Kortteinen et Rami Ratvio, Turvalliset kaupunkiympäristöt : rakenteelliset taustat asukkaiden kokemukset ja arjen turvallisuusratkaisut [« Environnements urbains sûrs : contextes structurels, expériences des habitants et solutions de sécurité au quotidien »], 2013 (ISBN 978-951-38-7972-3 et 951-38-7972-0, OCLC 862752839, lire en ligne)
- (fi) Jaana Keränen, Mari Vaattovaara, Matti Kortteinen, Rami Ratvio, Hannu Koski et Tuija Rantala, Turvalliset kaupunkiympäristöt : rakenteelliset taustat, asukkaiden kokemukset ja arjen turvallisuusratkaisu [« Environnements urbains sûrs : contextes structurels, expériences des habitants et solutions de sécurité au quotidien »], VTT technology, 2013 (ISBN 978-951-38-7972-3)

### Articles
- (en) Mari Vaattovaara et Matti Kortteinen, « Beyond Polarisation versus Professionalisation? A Case Study of the Development of the Helsinki Region, Finland », Urban Studies, vol. 40, no 11,‎ octobre 2003, p. 2127–2145 (ISSN 0042-0980 et 1360-063X, DOI 10.1080/0042098032000123213, lire en ligne, consulté le 24 octobre 2022)
- (en) Venla Bernelius et Mari Vaattovaara, « Choice and segregation in the ‘most egalitarian’ schools: Cumulative decline in urban schools and neighbourhoods of Helsinki, Finland », Urban Studies, vol. 53, no 15,‎ novembre 2016, p. 3155–3171 (ISSN 0042-0980 et 1360-063X, DOI 10.1177/0042098015621441, lire en ligne, consulté le 24 octobre 2022)